# 18 Draconis
18 Draconis (g Draconis) é uma estrela na direção da Draco. Possui uma ascensão reta de 16h 40m 55.12s e uma declinação de +64° 35′ 20.7″. Sua magnitude aparente é igual a 4.84. Considerando sua distância de 681 anos-luz em relação à Terra, sua magnitude absoluta é igual a −1.76. Pertence à classe espectral K1p.